# Musaranya de muntanya ombrejada
La musaranya de muntanya ombrejada (Episoriculus umbrinus) és una espècie de mamífer eulipotifle de la família de les musaranyes (Soricidae). Viu a altituds d'entre 1.800 i 3.500 msnm al nord-est de l'Índia, el nord de Myanmar, l'extrem septentrional del Vietnam i el sud-oest de la Xina. El seu hàbitat natural són els boscos de diferents tipus. Té una llargada de cap a gropa de 44-74 mm i la cua de 42-58 mm. Anteriorment era considerada una subespècie de la musaranya de muntanya de Hodgson (E. caudatus).